# Köhnə Xaçmaz
Köhnə Xaçmaz är en ort i Azerbajdzjan.   Den ligger i distriktet Xaçmaz Rayonu, i den nordöstra delen av landet, 150 km nordväst om huvudstaden Baku. Köhnə Xaçmaz ligger 48 meter över havet och antalet invånare är 3 358.
Terrängen runt Köhnə Xaçmaz är lite kuperad. Närmaste större samhälle är Xaçmaz, 2,0 km sydost om Köhnə Xaçmaz.
Trakten runt Köhnə Xaçmaz består till största delen av jordbruksmark. Runt Köhnə Xaçmaz är det ganska tätbefolkat, med 129 invånare per kvadratkilometer.